# Pornographie interraciale
 (octobre 2022).

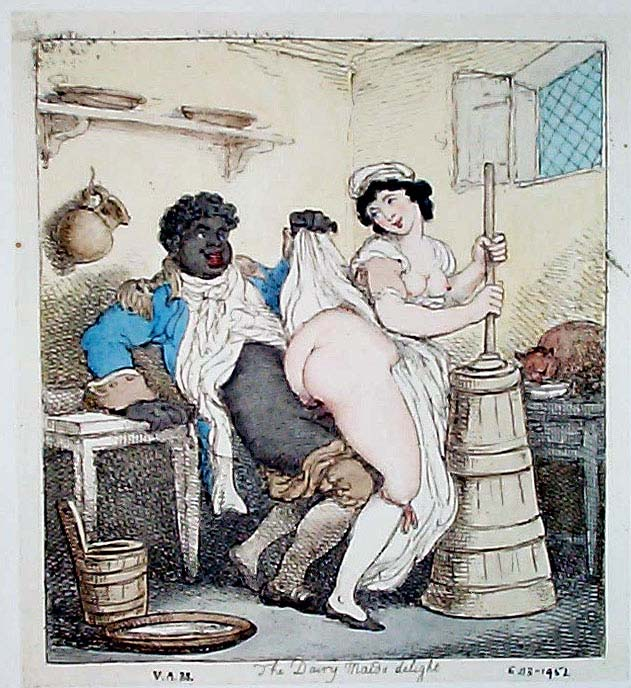
Dessin de Thomas Rowlandson (1756-1827).

La pornographie interraciale (souvent abrégé en interracial ou IR, du terme anglophone interracial pornography) est un sous-genre de la pornographie qui met en scène des personnes aux couleurs de peaux différentes.

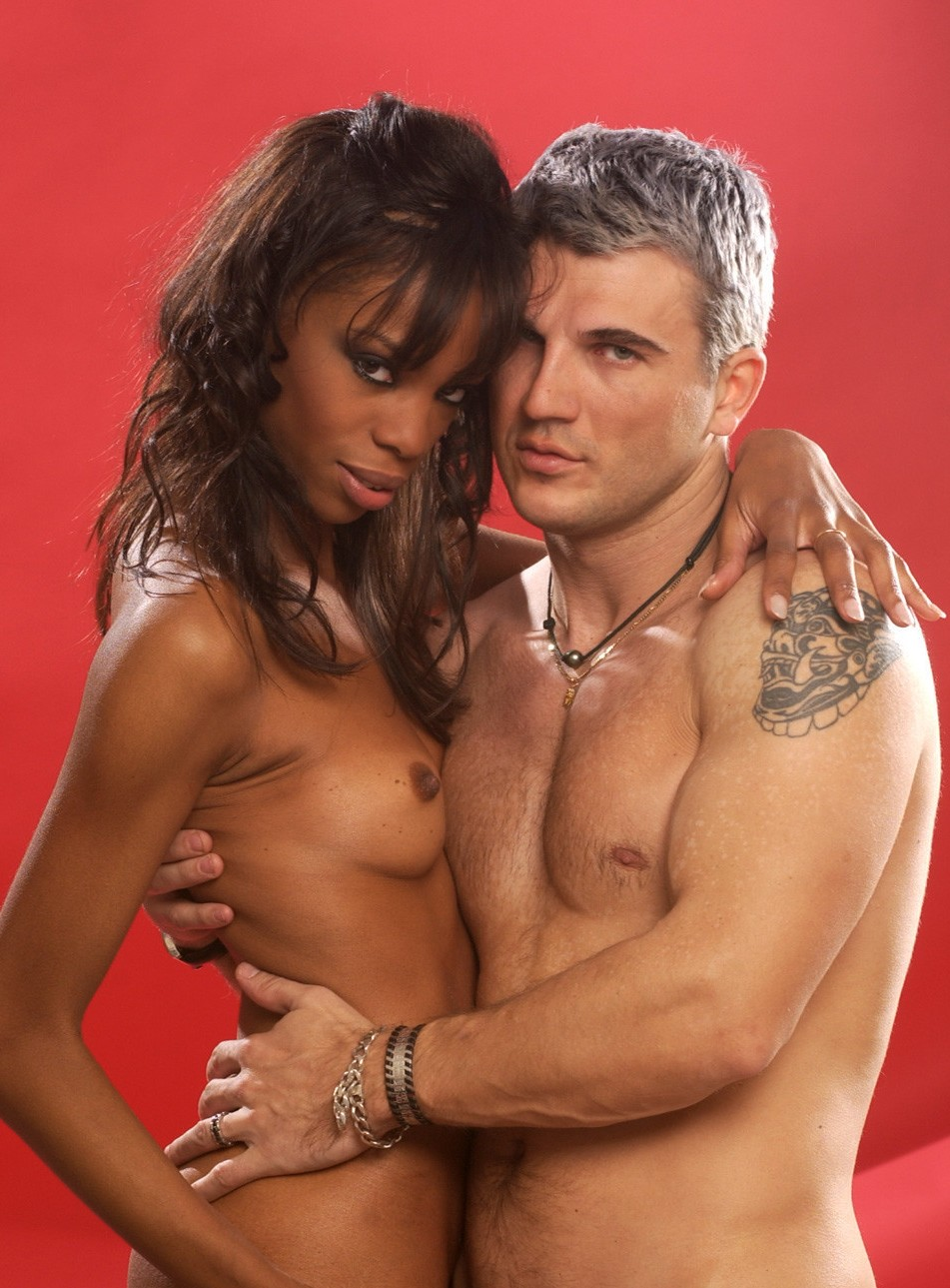
Image du tournage d'une vidéo pornographique, avec l'actrice Jeskaya et l'acteur Sebastian Barrio.

Les situations mises en scène peuvent concerner tous les types ethniques. Cependant, une partie des productions sont plus précisément centrées sur des relations entre des acteurs noirs et blancs : il existe notamment un marché pour les films mettant en scène des acteurs noirs et des actrices blanches. Répandu dans les pays anglo-saxons, le créneau « interracial » est peu présent en France.